# اتحاد دير البلح
نادي اتحاد شباب دير البلح هو نادي فلسطيني من قطاع غزة من مدينة دير البلح، تأسس عام 1995، ويلعب في دوري الدرجة الثانية في قطاع غزة.

## المشاركات المحلية
يدرب النادي اليوم كل من عواد خطاب وخالد الحاج.
- كأس فلسطين لأندية قطاع غزة:
  - 1999–2000، 2002–03، 2004–05، 2010، 2012، 2013–14، 2014–15، 2015–16، 2016–17، 2017–18، 2018–19، 2019–20
- كأس بيبسي لقطاع غزة 2013.
- دوري قطاع غزة الدرجة الثانية: 20/19، 19/18، 18/17، 17/16، 16/15 ،15/14[2]

## روابط خارجية
- صفحة النادي على موقع فيسبوك